# سیالادنیت
سیالادنیت (انگلیسی: Sialadenitis) التهاب غدد بزاقی در ناحیه دهان است. بیشترین التهابات مربوط به غده بناگوشی (شایع‌ترین) غده زیرزبانی و غده زیرآرواره‌ای است. این بیماری نباید با سیالادنوز (سیالوز) که بزرگ شدن غیر التهابی غدد بزاقی اصلی یعنی بناگوشی است اشتباه گرفته شود.
سیالادنیت را می‌توان به صورت حاد یا مزمن طبقه‌بندی کرد. سیالادنیت حاد یک التهاب حاد غدد بزاقی است که ممکن است خود را به صورت تورم قرمز و دردناکی نشان دهد که لمس آن حساس است. سیالادنیت مزمن معمولاً درد کمتری دارد اما به صورت تورم مکرر و پیاپی است و معمولاً پس از خوردن غذا و بدون قرمزی بروز می کند.
سیالادنیت عوامل ایجاد گوناگونی دارد، از جمله عامل باکتریایی (معمولاً استافیلوکوکوس اورئوس)، عامل ویروسی و بیماری‌های خود ایمنی.